# 太平洋丛林 (加利福尼亚州)
太平洋丛林（英語：Pacific Grove），是美国加利福尼亚州蒙特雷县下属的一座城市。建市于1889年7月5日，陸地面积大约为2.87 sq mi（7.43 km2）。根据2010年美国人口普查，该市有人口15,041人。